# Youhanna Bawab
Youhanna Bawab el-Safrawi (Safra, ... – 23 dicembre 1656) è stato un patriarca cattolico libanese, patriarca di Antiochia dei maroniti dal 1648 al 1656.
Nelle fonti latine è indicato con il nome del villaggio di origine, Safra: Iohannes Sefravensis.

## Biografia
Eletto probabilmente alla fine del 1648, fu confermato dalla Santa Sede il 13 settembre 1649. Si dedicò alla riforma della liturgia della sua Chiesa, in particolare quella del proprio delle feste fisse. Il progetto fu approvato dalla congregazione di Propaganda Fide, che pubblicò nel 1656 due volumi degli Officia Sanctorum juxta Ritum Ecclesiae Maronitarum, la pars hyemalis e la pars aestiva.
Durante il suo patriarcato, l'arcivescovo di Tripoli, Isacco Chedraoui, in missione in Francia, ottenne la protezione del sovrano francese per la Chiesa maronita. Il patriarca intervenne poi presso la Santa Sede per appoggiare la candidatura di un maronita come vice console della Francia a Beirut.
Morì nella residenza patriarcale di Daīr Qannūbīn, nella valle di Qadisha, il 23 dicembre 1656.

## Successione apostolica
La successione apostolica è:
- Patriarca Ignazio Andrea I Akhidjan (1656)
- Patriarca Jirjis Rizqallah (1656)